# Armenischer Mohn
Der Armenische Mohn (Papaver armeniacum) ist eine Pflanzenart aus der Familie der Mohngewächse (Papaveraceae). Er wurde zuerst von Augustin-Pyrame de Candolle beschrieben. Teilweise wurde der armenische Mohn mit dem Anatolischen Mohn verwechselt. Gelegentlich wird auch der Arznei-Mohn (Papaver bracteatum) als armenischer Mohn bezeichnet.

## Beschreibung

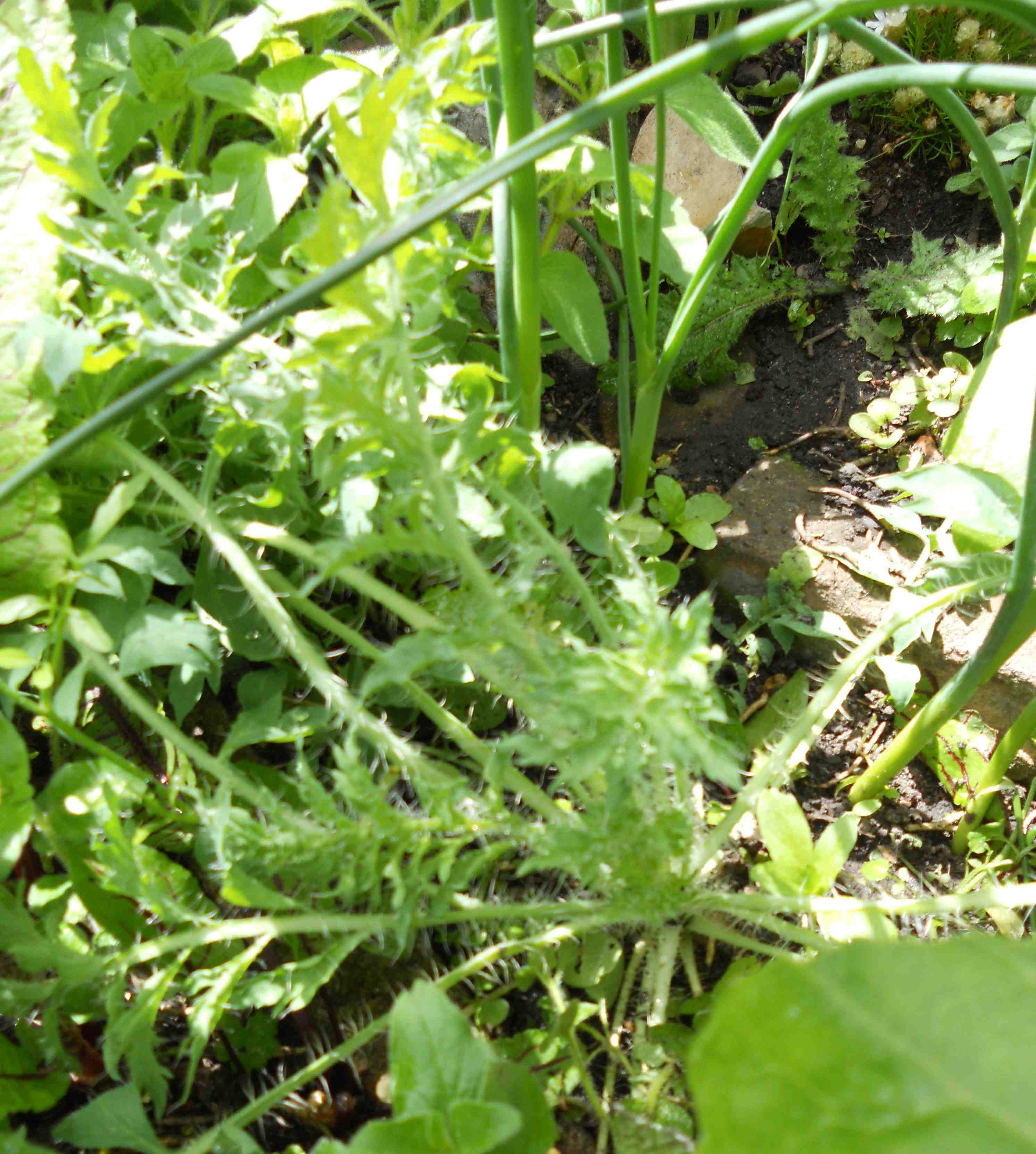
Blattrosette, zweijährige Pflanze im späten Frühjahr vor der Ausbildung der Blüte

Der Armenische Mohn wächst als zweijährige krautige Pflanze und erreicht im zweiten Jahr Wuchshöhen von 20 bis 40 Zentimeter. Er bildet eine kräftige Pfahlwurzel aus. Die grau-grünen, behaarten, lanzettlichen, fiederlappigen Laubblätter stehen in einer grundständigen Blattrosette von 20 bis 40 Zentimeter Durchmesser. Die Blütezeit liegt zwischen Juli und August. Die Blütenknospen sind stark behaart. Die relativ kleinen Blüten sind radiärsymmetrisch. Die vier lachsroten Blütenkronblättern sind ohne Innenzeichnung. Die Kapselfrucht ist 0,8 bis 1,2 Zentimeter lang und gerieft.
Die Chromosomenzahl beträgt 2n = 14.

## Vorkommen
Er kommt in der Iranisch-Turanischen Vegetationszone in der südöstlichen Türkei (Hâkkari), am Vansee und um den Ararat, im nordwestlichen Iran, Luristan in Armenien sowie Aserbaidschan vor.
Der Armenische Mohn wächst in der Türkei Höhenlagen von 1700 bis 3400 Metern auf Geröllflächen, bevorzugt auf Kalkstein.

## Systematik
Die Erstveröffentlichung erfolgte 1753 unter dem Namen (Basionym) Argemone armeniaca durch Carl von Linné in Species Plantarum, S. 509. Die Neukombination zu Papaver armeniacum (L.) DC. wurde 1821 durch Augustin-Pyrame de Candolle in Syst. Nat. 2, S. 83 veröffentlicht.
Je nach Autor gibt es keine, zwei oder drei Unterarten:
- Papaver armeniacum (L.) DC. subsp. armeniacum (Syn.: Papaver caucasicum M.Bieb., Papaver cylindricum Cullen, Papaver floribundum Desf., Papaver fugax Poir., Papaver hispidum Desf. ex Elkan, Papaver hyoscyamifolium Boiss. & Hausskn., Papaver ramosissimum Elkan, Papaver ramosissimum Fedde, Papaver roopianum Bordz. ex Sosn., Papaver sjunicicum M.V.Agab., Papaver tauricum Elkan, Papaver triniifolium Boiss., Papaver urbanianum Fedde, Papaver virgatum Sm.):[5] Sie kommt in der Türkei, im Iran, Irak, im nördlichen Kaukasusgebiet und im Transkaukasus vor.
- Papaver armeniacum subsp. microstigmum (Boiss.) Kadereit[5]
- Papaver armeniacum subsp. pilgerianum (Fedde) Kadereit: Sie kommt in der Türkei und im Iran vor.[5]